# ケベック協定
ケベック協定（英: Quebec Agreement）は、イギリスとカナダとアメリカ合衆国の公文書で、イギリスとアメリカ合衆国間で核開発の情報の秘密化を決めた二国間協定である。この文章は1943年8月19日にカナダのケベック・シティーで催されたケベック会談において、ウィンストン・チャーチルとフランクリン・ルーズベルトにより調印された。

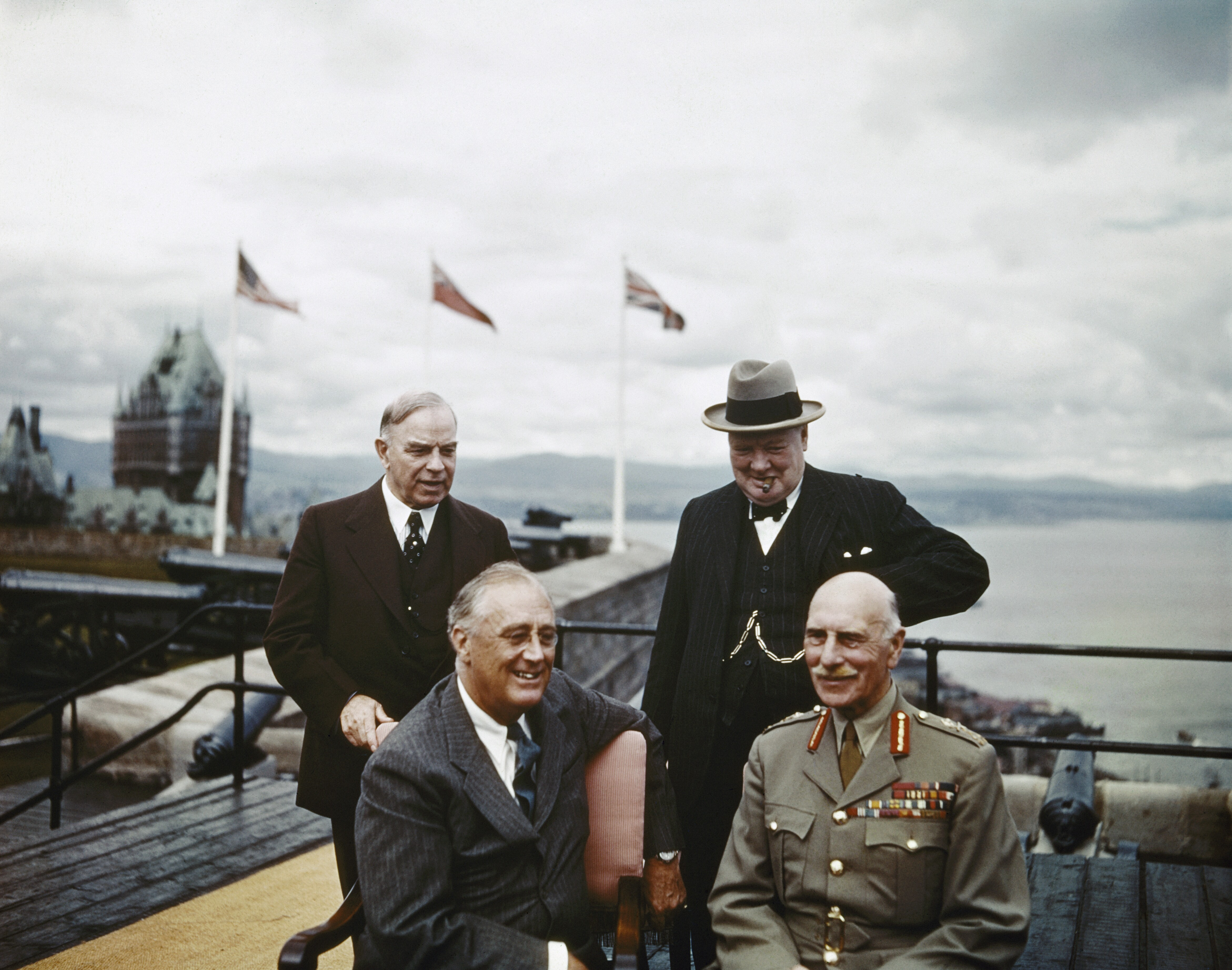
前列　左側からアメリカ大統領　フランクリン・ルーズベルト、カナダ総督　アレクサンダー・ケンブリッジ (第1代アスローン伯爵)。後列　左側から　カナダ首相　マッケンジー・キング、イギリス首相　ウィンストン・チャーチル。1943年、カナダ　ケベック州　州都ケベック・シティーにあるケベック要塞（シタデル）にて

従前米英は原子力爆弾の開発において協調関係にあったが、米国政府はウィンストン・チャーチルがそれとは全く別にイギリス独自での原爆開発計画の準備を行なっているという情報を入手した。実際、イギリスはアメリカが核兵器開発においてその開発力を背景に主導権を握りイギリスを出し抜いているのではないかという懸念から、アメリカの核が自国に与えるリスクを感じていた。一方で、イギリスが独自に核兵器の開発を行うという情報に驚いたアメリカは、連合国内での核兵器開発を一本化するために米国の核兵器開発に関与していたイギリス及びカナダとの協力関係を確かなものにする必要に迫られた。アメリカは、協調関係を明文化する文書の合意獲得に乗り出し、1943年7月、イギリスの国防上の懸念を払拭し、合意書の作成にこぎつけた。
その合意書、いわゆる「ケベック協定」の正式なタイトルは、チューブ・アロイズに関するアメリカとイギリスの政府間の共同管理に関する協定文章("Articles of Agreement governing collaboration between the authorities of the U.S.A. and UK in the matter of Tube Alloys")という。イギリスとアメリカは、「チューブ・アロイズ(原爆)を早期に実現するための計画」のためにリソースを共有することに同意した。
同意内容は下記の通り。
- 我々はこの兵器をお互いに対して決して使用しない。
- 我々はこの兵器を、第三の勢力に対して、お互いの同意なく使用しない。
- 我々はチューブ・アロイズに関する情報を第三者に対して、お互いの同意なく公表することはない。

米英は調印により核兵器開発における相互の信頼関係を確立した。協定に基づいてイギリスはアメリカの核開発に全面協力し、その見返りとして大統領へ提出されるアメリカの核兵器開発の進捗報告の共有を受けた。イギリスの核開発研究は戦時中マンハッタン計画と統合され、イギリスとカナダの研究者チームはアメリカに渡り同計画に参加した。
この協定に基づき、米英加の代表からなる核兵器開発の監督、調整のための合同政策委員会(Combined Policy Committee)が設立された。この合意によって、米国はイギリス・カナダに対して原子力分野における「戦後の工業的あるいは商業的な領域における優越」的地位を獲得した。「工業的あるいは商業的」の定義に「軍事的」の語義が含まれているかは文章から明確に読み取ることができなかったため、当然に軍事的分野においても優越的地位を有すると解釈したアメリカに対して、イギリスは不快感を示したがもはや米国の優位を崩すことはできなかった。
核兵器に関する英米間の重要な秘密の合意には、他に1944年9月に結ばれた「ハイドパーク協定」あるいは「ハイドパーク合意」（英: Hyde Park  Agreement、英: Hyde Park Aide-Mémoire）がある
。この協定では、軍事および商業目的のチューブ・アロイズの開発における米国と英国政府の完全な協力は、共同合意により終了されない限り、日本の降伏後も継続するべきである、と規定されていた。しかし、この協定は上院を通さない行政協定であり、1945年4月のルーズベルトの急死により後任のハリー・S・トルーマンには継承されず、数年後にようやく発見された。下記のマクマホン法の制定に当たったブライアン・マクマホン上院議員は、1952年に「この協定を知っていたら、マクマホン法は制定していなかっただろう」とチャーチルに語っている。
ケベック協定は必ずしも忠実に運用されたわけではない。1944年にイギリスがフランスとの間で原子炉・核開発分野における秘密協定を結んだ時が、この協定における最大の危機であった。フランスは原子炉開発において先進的であったため、その技術と引き換えに核関連情報を得るべくイギリスと秘密協定を結んだ。この秘密協定によって、フランス大学が有する原子炉に関連する多数の特許をイギリスに無償で提供する代わりにマンハッタン計画によって得られた核関連の情報がフランスに渡ることになっていた。これがアメリカの知るところとなると米国政府はイギリスに対してケベック協定の内容、具体的には、協定国の同意なく第三者に情報を提供することを禁止する条項に反すると強く反対した。ケベック協定に違反することでマンハッタン計画から排除されることを恐れたイギリスのチャーチルは、結局アメリカの要求を受け入れてフランスとの協定を破棄する政治判断を下した。
ケベック協定によってイギリスは戦後も引き続きマンハッタン計画に参加し続け核兵器開発に関する情報を蓄積したが、結局はアメリカの核兵器研究から締め出されたことから、再び独自の核兵器開発計画へと舵を切り、ケベック協定はその役割を終えた。
マクマーン法は「秘密資料」（英: Restricted Data、RD）の管理を通じて、技術的な協力を終わらせた。1948年1月7日、ケベック協定は米国と英国、カナダの間で限定的な技術的情報の共有を定めた暫定協定に置き換えられた。

## 協定の終了
1948年1月7日、Bush, James Fisk, CockcroftそしてMackenzieは、限定的な技術的情報の共有をさだめた、米英加の暫定協定を締結した。それは正式にケベック協定を置き換えた。 ケベック協定と同様、この協定も「トップ・シークレット」指定を受けた。
冷戦が進展するに従い、イギリスとの同盟へのアメリカの関心も下がっていった。1949年の7月にはアメリカ人の72%がイギリスと核の秘密情報を共有すべきでないという点で一致していた。イギリスの評判はクラウス・フックスがソ連のスパイであったと明らかになったことでより悪化した。
戦時中にイギリスがマンハッタンプロジェクトに参加したことは、イギリスによる戦後の核兵器開発en:High Explosive Researchに大いに貢献したが、プルトニウムの金属工学などの分野でギャップがあった。1952年のイギリスの独自の核開発により、アメリカの原子力法は1954年に改正され、英米間の核に関する「特別な関係」は1958年のアメリカ・イギリス相互防衛協定で再開した。
チャーチルは、1951年にケベック協定の公表の許可をトルーマンに手紙で求めたが拒否されたため、『第二次世界大戦回顧録』第5巻への収録を見合わせた。チャーチルが公表に踏み切ったのは1954年4月5日、庶民院においてであった。

## ギャラリー

ケベック会議にて
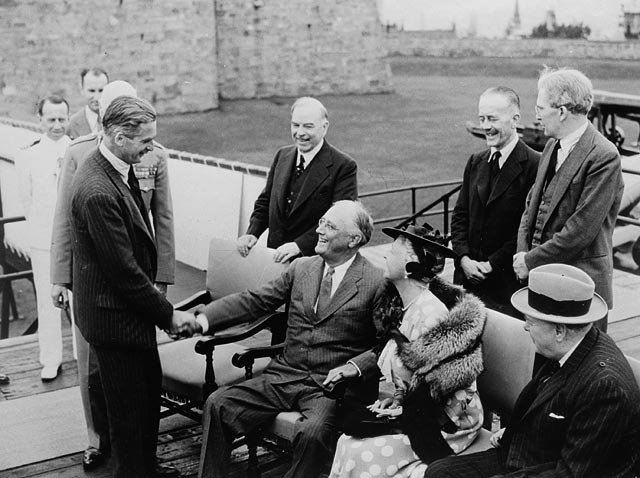
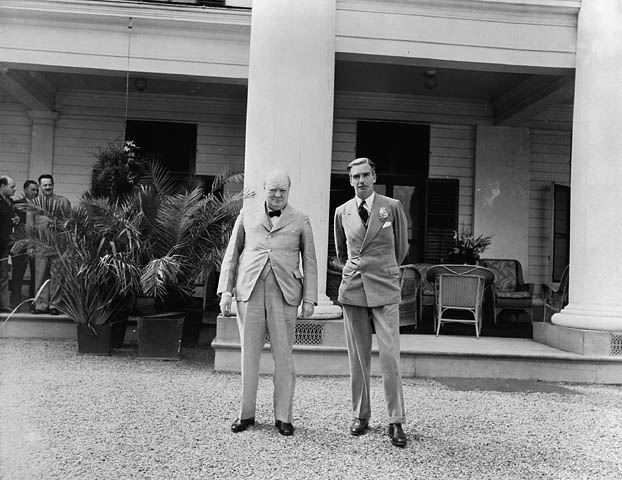
イギリス首相ウィンストン・チャーチルとイギリス外相アンソニー・イーデン
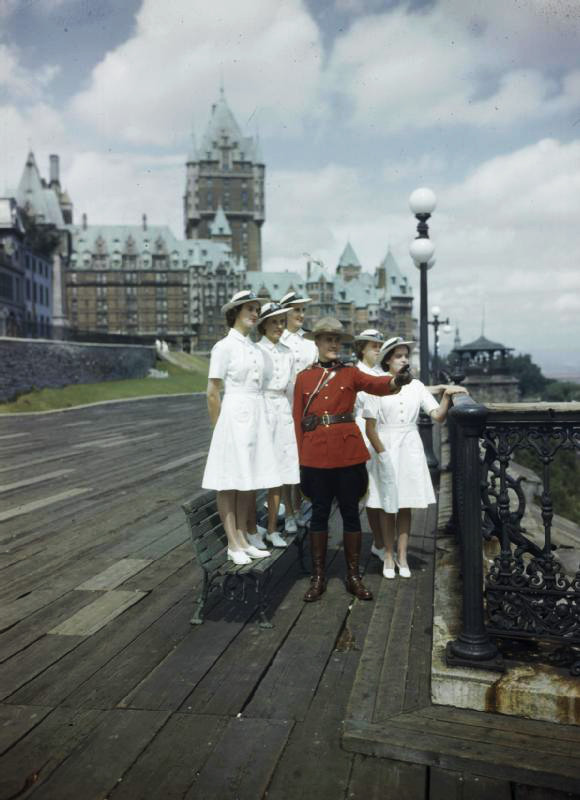